# アセトゲニン

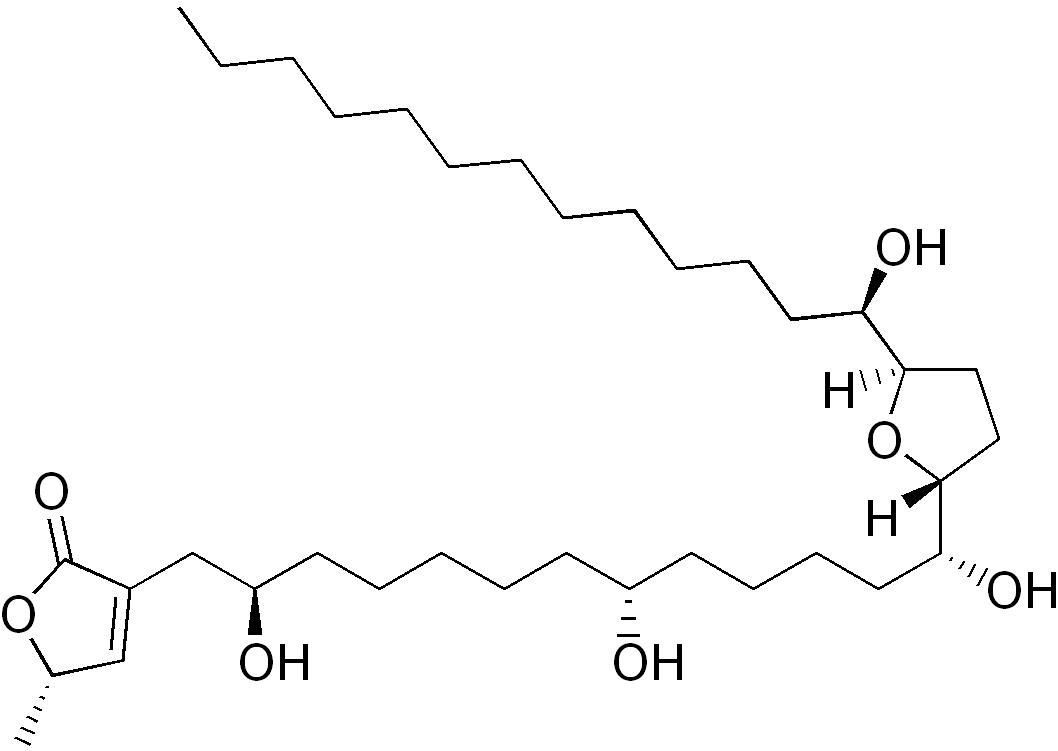
アンノナシンの化学構造

アセトゲニン (acetogenin) 類は、バンレイシ科植物に含まれるポリケチド天然物の一群である。ヒドロキシル基やケト基、エポキシド、テトラヒドロフラン、テトラヒドロピランなどの酸素化官能基を含む炭素数32あるいは34の直鎖を特徴とする。末端にはしばしばラクトンあるいはブテノリドを持つ。これまでに51種の植物から400を越えるアセトゲニン類が単離されている。
アセトゲニン類の例: 
- アンノナシン
- アンノニン
- ブラタシン
- ウバリシン